# Surexploitation

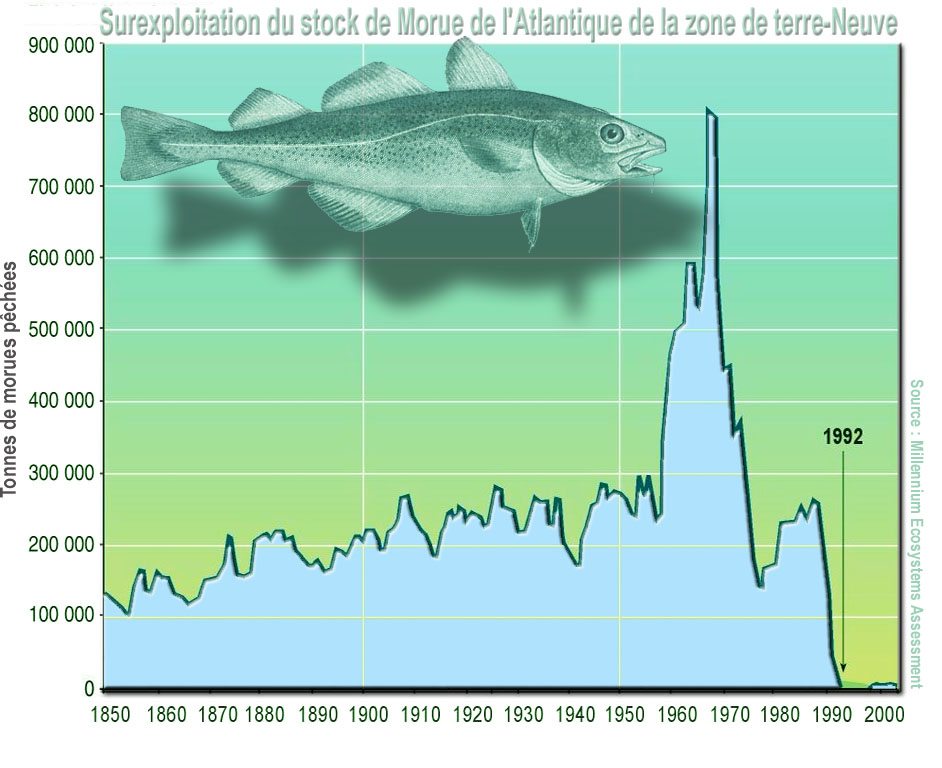
La surpêche est une des formes de la surexploitation des ressources, avec ici, pour exemple, l'effondrement des stocks de morue de l'Atlantique au large de la côte Est de Terre-Neuve en 1992 ;
Dès la fin des années 1950, des chalutiers de fond avaient commencé à exploiter la partie profonde de la zone, conduisant à une forte augmentation des prises. Les quotas de pêche trop tardivement convenus au niveau international au début des années 1970 (à la suite de la déclaration par le Canada d'une zone exclusive de pêche en 1977) ont finalement échoué à arrêter et inverser le déclin de ce stock halieutique.

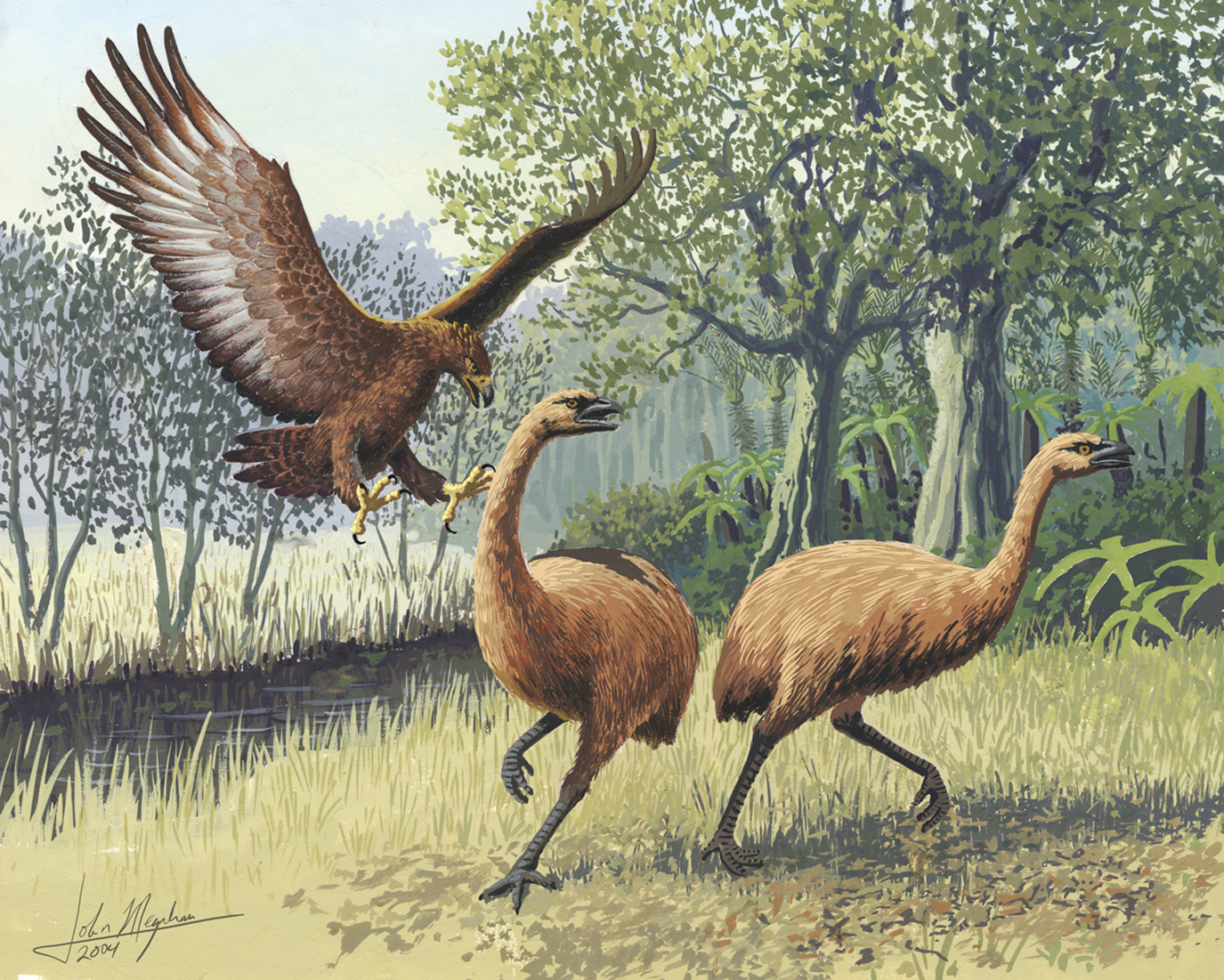
La suprédation a souvent des effets en cascade : par exemple, l'Aigle géant de Haast, prédateur naturel des moas de Nouvelle-Zélande a disparu, à la suite de l'extinction des moas chassés intensivement par l'homme.

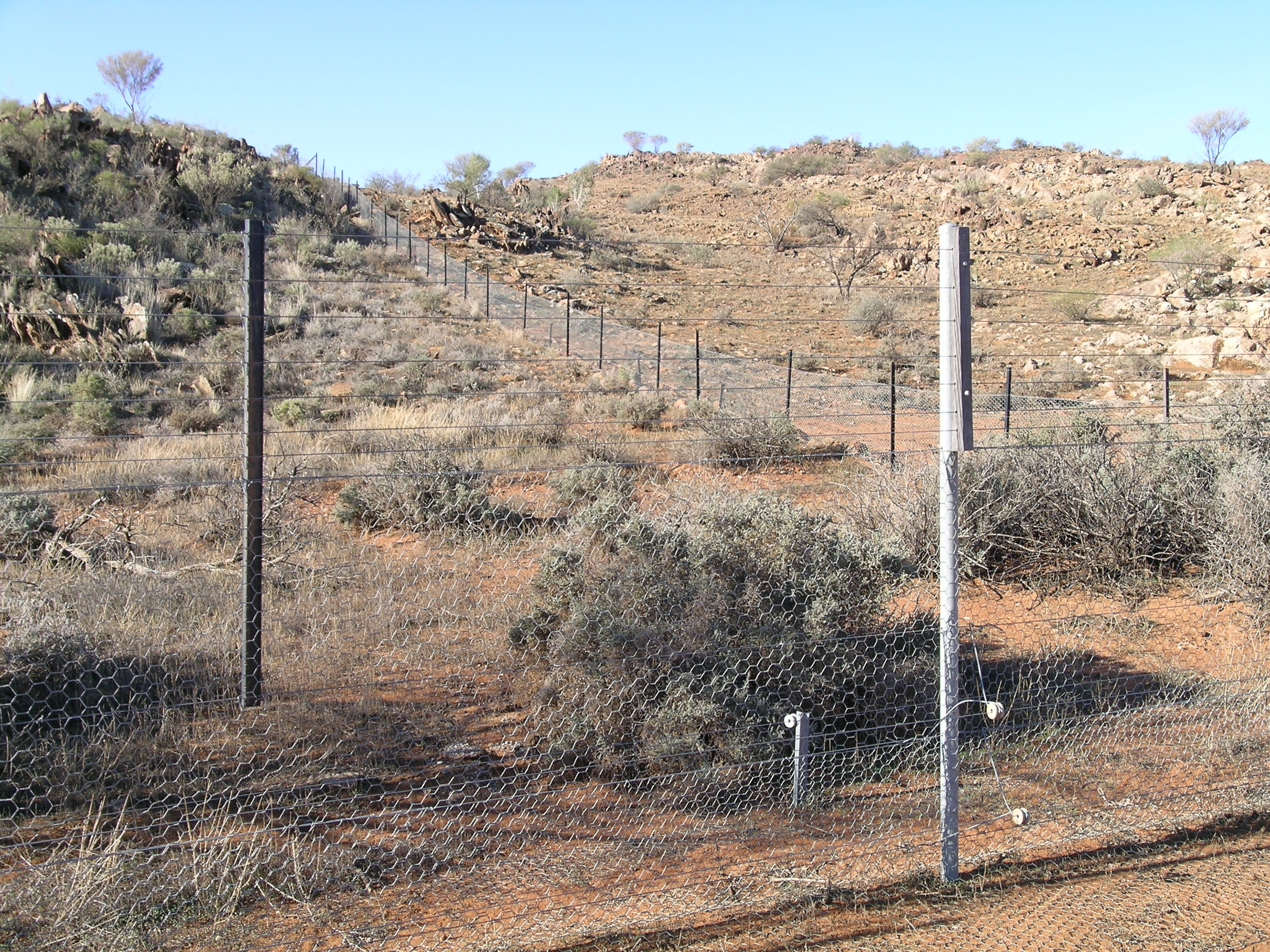
L'absence ou le manque de prédateurs naturels peut entrainer une surexploitation du milieu par les herbivores, ici rendue visible par la clôture qui protège la végétation sur la droite de la photographie. En forêt, si les prédateurs (loups, lynx…) ont disparu, au-delà d'un certain seuil, les grands herbivores peuvent nuire à la régénération forestière ou risquer de grandes épidémies (déséquilibre sylvocynégétique).

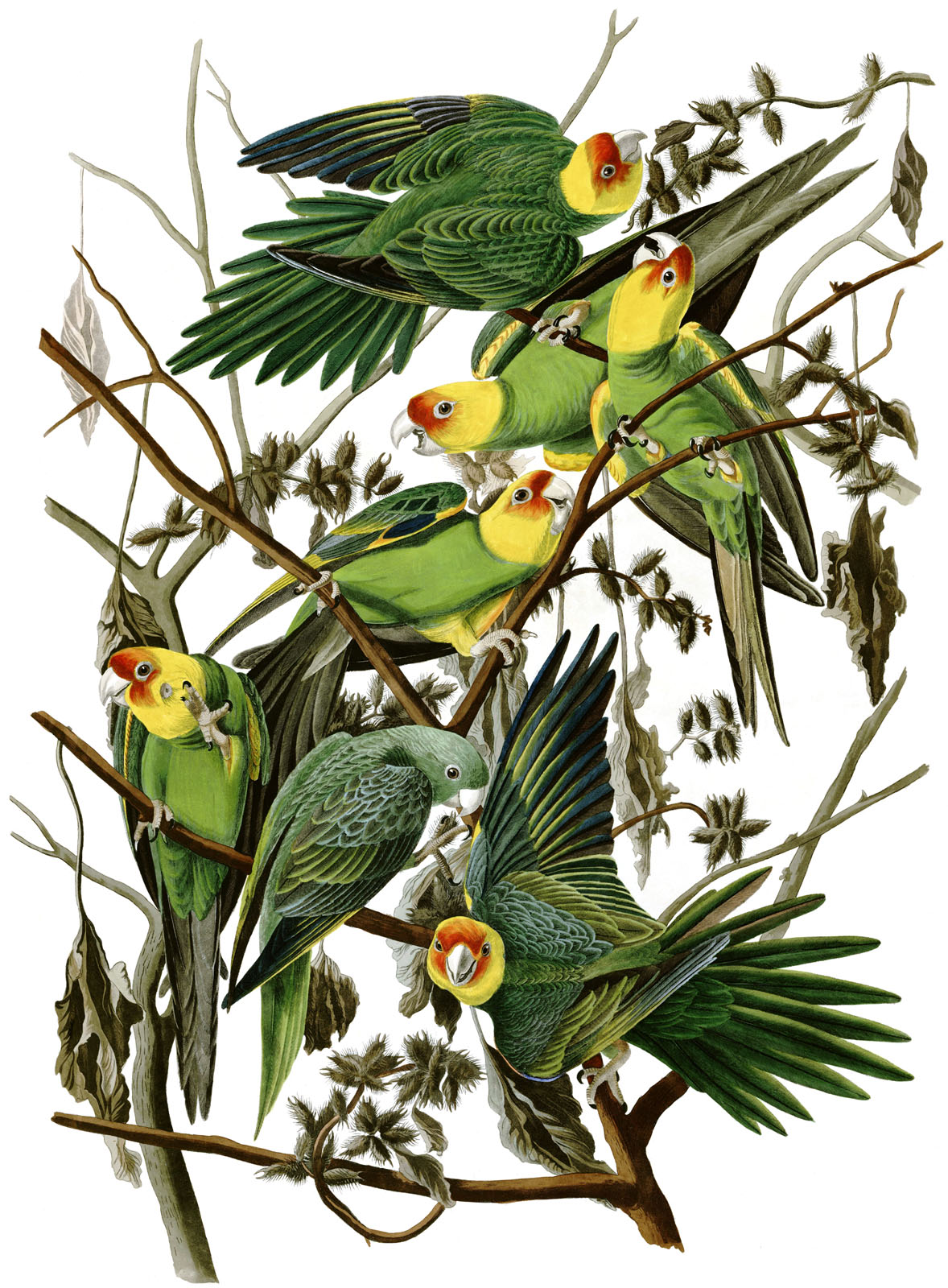
La chasse a été une des premières sources de surexploitation de la nature. Le perroquet Conuropsis carolinensis qui vivait jusqu'au nord de l'Amérique a ainsi été chassé jusqu'à extinction.

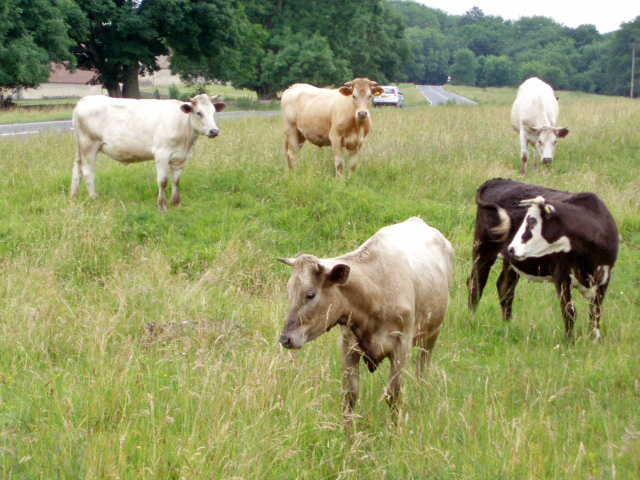
Vaches en liberté sur le pré communal de Selsley (Gloucestershire, en Angleterre). Dans le passé, les prés communaux ont été localement à l'origine de la « tragédie des biens communs ».

La surexploitation, en sciences de l'environnement et dans l'économie du développement durable, est le stade où un prélèvement de ressources naturelles, difficilement ou coûteusement renouvelables, dépasse le stade du renouvellement.
La surexploitation du « capital nature » induit une altération des écosystèmes, parfois irréversible aux échelles humaines de temps, avec d'éventuels impacts collatéraux à échelle planétaire (sur le climat en particulier). Les enjeux et solutions passent par une meilleure connaissance des seuils à ne pas dépasser et la restauration de l'équilibre entre prélèvements et conservation.
La surexploitation prend différentes formes, comme la surpêche pour les ressources halieutiques, le surlabourage pour les terres arables, la surchasse pour les ressources animales et le surpâturage pour les ressources végétales.
La prise de conscience du caractère « fini » du capital naturel, et de l'interdépendance de ses éléments et de ces éléments avec les conditions de vie de l'humanité, et le capital financier semble récente. C'est un des fondements du « développement soutenable » ou des théories de la « décroissance » soutenable ou conviviale.

## Histoire
Les causes de surexeploitation sont anciennes, et pour certaines ressources peuvent remonter au moins à l'Antiquité, voire expliquer l'extinction de certaines civilisations (désertification d'une grande partie de la Mésopotamie, mort de la culture de l'Île de Pâques…).
La surexploitation s'est largement amplifiée depuis l'époque moderne, et surtout depuis le XIXe siècle. Elle peut être vue comme le résultat de l'application de certaines philosophies, comme l'industrialisme et le saint-simonisme : le premier numéro du journal saint-simonien Le Producteur (1er octobre 1825) expose en effet les grandes lignes de cette philosophie :

« Il s'agit de développer et de répandre les principes d'une philosophie nouvelle. Cette philosophie, basée sur une nouvelle conception de la nature humaine, reconnaît que la destination de l'espèce, sur ce globe, est d'exploiter et de modifier à son plus grand avantage la nature extérieure. »

Jean-Baptiste Say écrivait quant à lui en 1828-1829 :

« Les richesses naturelles sont inépuisables, car, sans cela, nous ne les obtiendrions pas gratuitement. Ne pouvant être ni multipliées ni épuisées, elles ne sont pas l’objet des sciences économiques. »

On peut voir dans ce type de philosophie une des causes principales de la surexploitation de combustibles fossiles depuis la révolution industrielle au XIXe siècle.
Pour ce qui concerne la période postérieure à la Seconde Guerre mondiale, force est de constater que le programme d'aide au pays « sous-développés » annoncé par Harry Truman en 1949, qui prévoyait comme bénéfice une « meilleure utilisation des ressources mondiales humaines et sociales », a plutôt abouti à une surexploitation qu'à des économies de ressources.
Parmi les exemples historiques de surexploitation figurent la chasse à la baleine qui a abouti à une raréfaction des baleines au XIXe siècle après un pic vers 1845, ou encore la chasse au bison dans les grandes plaines des États-Unis qui a abouti à l'extermination de millions de bisons.

## Causes
Un prélèvement excessif de ressources peut être local ou global. Il peut être directement exercé par la chasse, la pêche (surpêche) ou la cueillette, ou le bûcheronnage (déforestation, artificialisation des forêts), mais il répond souvent et de plus en plus à une demande non locale, localement exacerbée par des phénomènes démographiques et par la mondialisation de l'économie (qui peut toutefois - dans certains cas - également contribuer à mieux géographiquement répartir la pression sur certaines ressources). La surexploitation peut aussi être induite par une pression trop élevée de l'agriculture (agriculture intensive) et de l'élevage (surpâturage) ou encore à des systèmes d'exploitations et de productions industrielles dépassant les capacités de l'écosystème à se restaurer, en altérant alors jusqu'aux cycles biogéochimiques (dans le cas des ressources en dépendant ou le conditionnant).
Les causes de surexploitation des milieux sont nombreuses et varient selon les époques et contextes. Ce sont notamment :
- le manque de réflexion prospective, de précaution, de perspicacité ou de connaissance des seuils au-delà desquels la ressource ne peut plus se renouveler ;
- certains facteurs démographiques, dits de « 'surpopulation » ;
- les guerres, la pauvreté, les famines (parfois elles-mêmes engendrées par une surexploitation des ressources), qui engendrent un défaut de limitations sociales ou culturelles de l'exploitation ;
- l'absence d'autocontrôle, de contrôle ou d'encadrement législatifs (cas de certains quotas de pêche) ;
- la course au profit à court terme, dans un contexte très concurrentiel qui peut favoriser le pillage et le gaspillage de ressources
- le manque d'espace ;
- l'absence d'éthique ou de sens de la responsabilité environnementale et intergénérationnelle.

## Conséquences de la surexploitation
La surexploitation peut concerner tout ou une partie de l'Environnement (les écosystèmes, les eaux souterraines, le sous-sol, etc.) ou un compartiment particulier de l'environnement (la mer par exemple avec la surpêche ou la surexploitation d'algues), et peut conduire à différentes conséquences dommageables :
- menaces sur les espèces végétales, animales, fongiques et microbiennes, et atteinte générale ou locale à la biodiversité ;
- raréfaction puis disparition éventuelle de ressources non renouvelables, éventuellement nécessaires à la survie de populations autochtones humaines ;
- dégradation des équilibres naturels ;
- perte de service écosystémiques et d'aménités, qui ont fait l'objet d'une première évaluation par l'ONU via le Millennium Ecosystems Assessment (travail effectué par plus de 3000 chercheurs dans le monde entier).

Les conséquences sont également sociales (appauvrissement des populations dépendantes des ressources naturelles), et géopolitiques et géostratégiques (des populations ayant épuisé leur propre capital naturel, peuvent tendre à envahir, et éventuellement surexploiter d'autres territoires dans des processus de guerre ou d'expansion coloniale).

## Mesure de la surexploitation
Les États et organismes internationaux (PNUD,PNUE, Agence européenne de l'Environnement…) produisent des évaluations, généralement basées sur des évaluations environnementales et des bilans d'indicateurs d'état, pression et réponse concernant diverses ressources minérales (pétrole, gaz, charbon,métaux, eau, granulats, phosphates et autres minéraux), physiques (occupation du sol) ou biologiques (sols, stocks halieutiques, bois, diversité génétique, etc.).
La dernière synthèse française a été produite en 2010 pour la Conférence française pour la biodiversité tenue à Chamonix-Mont-Blanc les 10, 11 et 12 mai 2010 (qui a réuni environ 400 personnes d'associations, collectivités, entreprises, services de l'État, établissements publics, entreprises, syndicats, comme lors du Grenelle de l'environnement, pour faire le point sur la stratégie, et proposer, sur la base d'une méthode de travail basée sur la créativité, de nouvelles solutions de « gouvernance des politiques publiques et privées de biodiversité ». Selon cette synthèse.
L'empreinte écologique comme indicateur synthétique ; elle a été définie pour contribuer à traiter ce type de problème, mais ne peut l'aborder que sur ses aspects quantitatifs. La limite à partir de laquelle on peut dire qu'un milieu biologiquement productif est « surexploité » est souvent très difficile à définir ; Les uns utilisent des calculs n'envisageant que des seuils simplifiés (parfois d'irréversibilité) et pour une seule ressource à la fois. Ces calculs sont généralement dérivés de calculs économiques (de type « rente d'Hotelling ») très simplifiés et simplifiants. En effet, l'économiste Harold Hotelling a posé ses hypothèses pour la gestion optimale de ressources non renouvelables (à échelle humaine de temps), avec l'exemple d'un gisement minier : à quel rythme fallait-il l'optimiser pour maximiser la valeur actualisée de ses futurs profits : en l'exploitant trop vite, les prix du charbons risquent de diminuer, en attendant "trop" le propriétaire engrange moins d'argent, mais conserve une rente pour ses descendants ou ayant droit. Hotelling faisait état d'un lien entre rythme d'extraction et évolution du prix de vente. Les économistes du développement durable tentent aujourd'hui d'envisager ce type de calcul dans une approche plus systémique, voire écosystémique et donc complexe, en incluant aussi les synergies avec d'autres ressources et effets en cascade ou « collatéraux ». Mais dans le domaine des ressources renouvelables biologiques (Forêt par exemple), les inconnues déterminant la vitalité future de la forêt sont nombreuses.
Avis et alertes scientifiques ; dans certains domaines (halieutique en particulier), des scientifiques sont appelés à donner des avis qu'ils tentent d'étayer le mieux possible par des modèles, par exemple pour l'établissement de quotas de pêche.
Dans le domaine forestier, l'évaluation du seuil de « surexploitation » varie considérablement selon qu'on ne s'intéresse qu'au cubage ou tonnage de bois extrait de la forêt, selon qu'on veuille la régénérer naturellement, ou au contraire par plantation industrielle (avec sous-solage, labour, engrais et pesticides parfois) ou selon qu'on envisage plus largement une exploitation permettant aussi la pérennisation voire la restauration de toutes les « fonctions » et tous les « services écologiques » que peut rendre la forêt, tout en cherchant à lui conserver une naturalité et biodiversité suffisante pour permettre sa résilience écologique face aux risques climatiques et sanitaires nouveaux.
Par exemple en France, certains (Rapport Bianco) estiment que la forêt française est sous-exploitée, là où d'autres trouvent qu'elle manque de réserves naturelles, de réseau de parcelles représentatives des différents types de forêts naturelles, de zones humides non exploitées, de parcelles de bois sénescents, riches en « très gros bois » et en bois mort, etc. Entre les environnementalistes et les sylviculteurs il y souvent des appréciations divergentes de seuil idéal, ou de seuils minimaux à préserver en matière de pourcentage d'une forêt mise en réserve ou en défend, gérée d'une manière proche de la nature (Prosilva), où les zones humides seraient conservées, ou sur le nombre ou pourcentages de très gros et/ou très vieux arbres qu'il faudrait conserver, ou sur le degré de naturalité à conserver aux boisements. De même le sylviculteur et le chasseur n'ont ils pas toujours les mêmes souhaits en matière d'équilibre sylvocynégétique. La charte forestière, ou la démarche d'écocertification sont des lieux et moments de discussion ou différents acteurs peuvent confronter et négocier leurs points de vue, si ce n'est les accorder. Les outils scientifiques sont d'une aide précieuse, mais insuffisants pour trancher lorsqu'il s'agit de ressources vivantes et de biodiversité, tant ces questions sont complexes et les données scientifiques insuffisantes.

## Questions et enjeux de gouvernance
Des questions nouvelles se posent dans les domaines de la méthodologie, de l'éthique environnementale et de l'évaluation (par exemple traitées à la Conférence nationale de la biodiversité (Chamonix, 2010), avec le recul de l'éthicien Jean-Claude Ameisen :
- comment peut on ou doit-on mesurer le « capital nature » et ses tendances (prospective, porté à connaissance…)[8] ?
- qui veut, peut ou doit juger de son exploitation et de sa surexploitation (c'est-à-dire l'atteinte aux capacités de régénération) ? on constate par exemple que les rapports scientifiques et d'alerte sur la surpêche ou la dégradation des sols agricoles ont eu peu d'effets sur le contrôle ou la gestion restauratoire des ressources.
- qui peut ou doit alerter sur la surexploitation[8]
- à partir de quels seuils et avec quelles méthodes de gouvernance traiter ces questions[8] ?
- quels coûts économiques, sociaux, environnementaux, énergétiques sont acceptables (pour exploiter et ou pour réparer/régénérer ces ressources)[8] ?

En 2007, concernant la surpêche et la pollution des océans, l'ONU devait constater dans son Rapport GEO-4 qu'en termes de « réponses régionales et sous-régionales liées au programme régional » pour les mers du PNUE, ou à la Convention des Nations unies sur le droit de la mer, ou encore aux conventions internationales sur le transport maritime et sur la pêche et autres travaux conduits sous l'égide du PNUE ; « Seuls quelques rares pays ont ratifié des accords internationaux contre l’exploitation illégale de populations de poissons hautement migratoires ».